# Nikita Markowski
Nikita Aleksiejewicz Markowski, ros. Никита Алексеевич Марковский (ur. 19 lutego 1994 w Togliatti) – rosyjski hokeista.

## Kariera
- Ładja Togliatti (2010-2011)
- Łoko Jarosław (2012-2013)
- Ładja Togliatti (2013-2015)
- Zwiezda Czechow (2015)
- Zagłębie Sosnowiec (2015-2016)

Wychowanek Łady Togliatti. Od 2010 do 2015 w barwach zespołów juniorskich macierzystego klubu oraz Łokomotiwu Jarosław rozegrał cztery sezony w rozgrywkach MHL i jeden sezon w MHL-B. Od połowy października 2015 zawodnik Zagłębia Sosnowiec w rozgrywkach Polskiej Hokej Ligi.

## Sukcesy
Indywidualne
- MHL (2014/2015):
  - Czwarte miejsce w klasyfikacji asystentów w sezonie zasadniczym: 36 asyst[3]
  - Siódme miejsce w klasyfikacji kanadyjskiej w sezonie zasadniczym: 56 punktów[4]